# Huangzhou (ort i Kina, Jiangxi Sheng, lat 28,74, long 115,49)
Huangzhou är en ort i Kina. Den ligger i provinsen Jiangxi, i den sydöstra delen av landet, omkring 39 kilometer väster om provinshuvudstaden Nanchang. Antalet invånare är 8 251. Befolkningen består av 4 051 kvinnor och 4 200 män. Barn under 15 år utgör 21,0 %, vuxna 15-64 år 62 %, och äldre över 65 år 15,0 %.
Runt Huangzhou är det tätbefolkat, med 343 invånare per kvadratkilometer. Närmaste större samhälle är Songbu, 0,65 km söder om Huangzhou. Trakten runt Huangzhou består till största delen av jordbruksmark.
Genomsnittlig årsnederbörd är 2 096 millimeter. Den regnigaste månaden är juni, med i genomsnitt 340 mm nederbörd, och den torraste är oktober, med 36 mm nederbörd.